# محمد فوزي العظم
محمّد فوزي باشا العظم (1858-1919)، رجل دولة سوري من دمشق، كان نائباً ووزيراً في الدولة العثمانية وأول رئيس لأول برلمان في سورية. وهو والد رئيس الحكومة السورية خالد العظم.

## النشأة
ولد محمّد فوزي العظم عام 1858 في دمشق لأسرة آل العظم العربية السياسية العريقة التي حَكمت في بلاد الشام طوال القرن السابع عشر. دَرس في المدارس الحكومية العثمانية وتأثر كثيراً بوالده محمّد باشا العظم، الذي كان عضواً في مجلس إدارة ولاية سورية. في عام 1879، عُين محمّد فوزي العظم كاتباً في مجلس الولاية وحافظ على وظيفته حتى عام 1885.

## العمل الإداري
في عام 1886، عُين العظم ناظراً لنفوس ولاية سورية حتى عام 1891، حينما أصبح رئيساً لبلدية دمشق، ثم مديراً للإنشاءات في الخط الحديدي الحجازي حتى عام 1908. خلال هذه الفترة، كان مُقرباً من السلطان عبد الحميد الثاني، الذي قلّده أرفع الأوسمة كالوسام العثماني ذي العقد من الدرجة الثالثة عام 1893، والوسام المجيدي ذي الوشاح من الدرجة الأولى عام 1904.
ضمت إنجازات العظم في بلدية دمشق إنشاء دار البلدية في الجهة الغربية من ساحة المرجة عام 1896 وترميم الجامع الأموي بعد تعرضه لحريق كبير عام 1893. كما قام باستبدال السقف الخشبي بسوق الحميدية بالتوتياء والحديد لوقايته من الحريق، وأشرف على بناء المستشفى الحميدي في حي البرامكة، الذي عُرف لاحقاً بمستشفى الغُرباء، أو بالمستشفى الوطني. وفي عام 1911، عُين محمّد فوزي العظم رئيساً لبلدية مقاطعة بك أوغلي التركية الواقعة في القسم الأوروبي من العاصمة إسطنبول، وظلّ في هذا المنصب حتى انتخابه نائباً عن دمشق في مجلس المبعوثان (البرلمان العثماني) عام 1912.

## الحياة السياسية
في 21 تموز 1912، عُين العظم ناظراً (وزيراً) للأوقاف في حكومة أحمد مختار باشا ولكن الوزراة لم تَدُم أكثر من ثلاثة أشهر، فتم انتخابه مجدداً في مجلس المبعوثان عام 1914. بعد سقوط الدولة العثمانية مع نهاية الحرب العالمية الأولى عام 1918، أصبح مستشاراً للملك فيصل بن الحسين ومن ثمّ انتُخب رئيساً للمؤتمر السوري العام، وهو أول هيئة تشريعية مُنتخبه عرفتها البلاد السورية في عهد استقلالها الأول.  

## الوفاة
توفي محمّد فوزي باشا العظم وهو في منصبه عن عمر ناهز الواحد والستين عاماً يوم 14 تشرين الثاني 1919. انتقلت زعامة الأُسرة من بعده لابنه الوحيد خالد العظم، الذي تولى رئاسة الحكومة السورية خمس مرات، كانت الأولى عام 1940 والأخيرة سنة 1962.